# Šćakavizam
Šćakavizam je naziv za promjenu praslavenske suglasničke skupine *št' u šć. Redovito se spominje uz štakavizam. Riječ je o zapadnoštokavskoj jezičnoj inovaciji. Pretpostavlja se kako se ova promjena provela već u razdoblju 7. i 8. st., odnosno prije formiranja narječja, u mlađem općeslavenskom razdoblju, odnosno pri samom kraju općeslavenskog razdoblja. U isto vrijeme došlo je do promjene praslavenskih jotiranih dentala *t' i *d' i suglasničke skupine *žd'.
Primjeri šćakavizma su u riječima gušćer, ognjišće, išćete, rašćika.

## Razvoj praslavenske suglasničke skupine *št'
| praslavenski | čakavska protojedinica      | kajkavska protojedinica | zapadnoštokavska protojedinica | istočnoštokavska protojedinica |
| ------------ | --------------------------- | ----------------------- | ------------------------------ | ------------------------------ |
| *št'         | št' (ognjišt'e, išt'ete), ś | šč (ognjišče, iščete)   | šć (ognjišće, išćete)          | št (ognjište, ištete)          |

Šćakavski ostvaraj u tablici je prikazan podebljano. Čakavski ostvaraj št' i kajkavski ostvaraj šč ne ubrajaju se šćakavske.

## Rasprostranjenost šćakavizma
Šćakavizam se u razdoblju prije migracija u 16. st. razvio na prostoru štokavskih govora u Slavoniji i Baranji, u Bosni, u Hercegovini zapadno od Mostara, u južnoj Hrvatskoj i dubrovačkom području. Jezična slika se uvelike mijenja migracijama i govornici šćakavskih i štakavskih govora se pomiču prema sjeverozapadu. Govore koji danas čuvaju šćakavski ostvaraj praslavenskog *št' nazivamo šćakavskim govorima.